# Ogliastro Cilento
Ogliastro Cilento är en ort och kommun i provinsen Salerno i regionen Kampanien i Italien. Kommunen hade 2 250 invånare (2017).